# Abdelmadjid Alahoum
 (mai 2021).
Si vous disposez d'ouvrages ou d'articles de référence ou si vous connaissez des sites web de qualité traitant du thème abordé ici, merci de compléter l'article en donnant les références utiles à sa vérifiabilité et en les liant à la section « Notes et références ».
Abdelmadjid Alahoum, né le 3 février 1934 à M'Sila en Algérie et mort le 7 septembre 1996 est un militaire et homme politique algérien.
Élève de l'École militaire de Saint-Cyr, il sera membre de la fédération de France du FLN à partir de 1956, puis officier de l'Armée de Libération Nationale.
Il a occupé plusieurs fonctions au niveau de la présidence de la République durant le règne de Houari Boumediene, avant de devenir ministre puis Ambassadeur.

## Fonctions
- 1962 - 1965 : Directeur de l'Instruction au ministère de la défense
- 1966[2] - 1977[3] : Directeur du protocole de la Présidence
- 1977 - 1979 : Secrétaire général de la Présidence de la République
- 1979 - 1984 : Ministre du Tourisme
- 1984 - 1986 : Ambassadeur auprès de l'URSS et en Mongolie
- 1986 - 1988 : Ambassadeur auprès de la Suisse et du Vatican
- 1988 - 1991 : Ambassadeur auprès de la Mauritanie
- 1991 - 1992 : Ambassadeur auprès du Maroc